# Emma Louise
Emma Louise, nacida el 28 de noviembre de 1993 en Cairns (Australia) es una cantante y compositora australiana. Fue nominada en 2011 para el J Award Unearthed artist of the year, y como Mejor artista femenina en los 2013 ARIA Awards. También ha sido galardonada con diversos premios  Queensland Music Awards. En 2011, estuvo de gira con Boy & Bear.
En 2014, su canción "Jungle" es utilizada para una publicidad del perfume Black Opium de Yves Saint-Laurent.

## Álbum
- vs Head vs Heart (2013)

- Datos: Q16235583
- Multimedia: Emma Louise / Q16235583